# 薩默塞特島 (百慕達)
薩默塞特島（英語：Somerset Island）是百慕達的島嶼，位於大百慕達島以北的大西洋海域，東北面有博阿茲島，長3公里、寬1公里，面積2.84平方公里，最高點海拔高度20米。
32°17′47″N 64°52′10″W / 32.29639°N 64.86944°W